# 艾邑
艾邑，春秋时期楚国地名，主要指赣西北一带，中心地域在今江西省修水县、武宁县。:13
《左传》鲁哀公二十年（前 475）记曰：“吴公子庆忌聚谏吴子，曰：不改必亡。勿听，出居于艾。”艾，在今修水、武宁。庆忌谏阻夫差穷兵默武争霸，却被拒绝。为避嫌疑，迁出都城居住于艾，证明赣西北地方是吴的辖区。:13
- 商朝，属艾侯国，艾立都于今渣津镇龙岗坪[3]。但此说法有争议[1]:12。
- 春秋战国，为艾邑域地，先后属吴、越、楚。秦，属九江郡。[3]
- 西汉高帝六年（前201），设艾县，属豫章郡。[3]治所在今江西修水县西渣津镇龙岗坪。[4]